# ヒュー・ロー

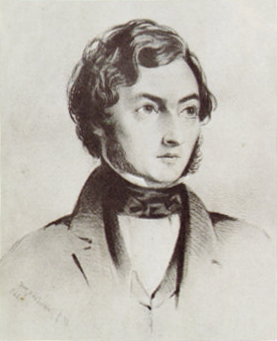
Hugh Low

ヒュー・ロー（Sir Hugh Low GCMG、1824年5月10日 – 1905年4月18日）は、イギリスの植民地施政官、博物学者である。ラブアン（現マレーシア、サバ州）で様々な役職を務め、マレー地域で最初の成功を収めた施政官となった。博物学の研究のためキナバル山の頂上台地に達した記録を残した。

## 略歴
ハックニー・ロンドン特別区のアッパー・クラプトンに、スコットランド人の園芸家の息子に生まれた。若い頃から、家族の種苗園で働き植物の専門知識を取得した。 20歳の時、父親によって、植物収集のために東南アジアに送られた。シンガポールを拠点に仕事を始め、その後白人王国「サラワク王国」の初代国王となった、ジェームズ・ブルックのもとに身を寄せた。サラワクの内部に精通し帰国後サラワクに関する著作を行った。1847年にブルックによってラブアンに作られたイギリス植民地の知事とボルネオ島の領事に任命された。同時に法律家でジャーナリストのウィリアム・ネイピアが要職に任命され、ローはネイピアの娘と結婚した。1850年から1877年の間、警察長官を務めた。1851年の3月にキナバル山に登山し、通算3度、キナバル山を訪れた。
1877年4月にマレー半島に移り、政情が不安定なペラ州の、4番目のResidentの職についた。最初のResidentは1874年に暗殺され内乱が発生しマレー人の役人は殺されるか、亡命していた。ローは現地人の土地に対する権利を認める原則を守った。8年間の施政の間に奴隷を廃止し、マレー半島最初の鉄道を建設した。
ペラ州の12年間で、平和的な政権を確立し、主要なマレー人、中国人、英国人指導者からなる国務院を設立し、著名な地元の指導者を登用することで、成功を収めた。
有用植物の導入にも尽力し、ゴムやコーヒー、黒胡椒、茶などを栽培する実験栽培を行い、1882年にクアラ・カンサーで7本のゴムの木を育てたのがマレーシアでのゴム栽培の端緒となった。
王立アジア協会の海峡支部報（Journal of the Straits Branch of the Royal Asiatic Society）の創刊を後援した。これらの功績で1979年に聖マイケル・聖ジョージ勲章（CMG）を受勲し、1883年にKCMG、1889年にGCMGを受勲した。1889年にResidentの職を辞した。
博物学者として、多くの動植物を収集し、多くの動植物の学名に献名されている。植物ではナガバクワズイモ (Alocasia lowii)、シビンウツボカズラ(Nepenthes lowii" 、ラン科のパフィオペディルム・ローウィ (Paphiopedilum lowii) 、ハネオツパイ科 Ptilocercidae の動物Ptilocercus lowiiやチョウ目の昆虫、Papilio lowiなどに献名されている。